# Richardides
Les Richardides constituent une partie des Rollonides, plus spécifiquement les descendants du duc Richard Ier de Normandie, dit Richard Sans Peur. C'est à ce noyau qu'appartiennent la plupart des adversaires du duc Guillaume le Bâtard lors de sa minorité à partir de 1035.
Le terme Richardide est employé par Dudon de Saint-Quentin. Il désigne surtout les enfants et les petits-enfants de Richard Ier. La majorité d'entre eux descend de l'alliance more danico de Richard avec sa frilla Gunnor, mais quelques-uns descendent d'autres concubines.
À l'exception du duc Richard II de Normandie (dit Richard l'Irascible), ils sont, du fait de leur origine, exclus de la succession ducale, mais le duc leur attribue néanmoins de hautes charges – avec titres de comte, d'évêque, voire d'archevêque –, créant de fait une haute aristocratie dans le baronnage anglo-normand. Ils détiennent, dès lors, la plupart des comtés limitrophes : Eu, Évreux et Mortain, principalement. Robert, frère cadet de Richard, se voit le mieux doté, avec l'archevêché de Rouen et le comté d'Évreux.
Les derniers Richardides hostiles au duc Guillaume sont éliminés dans les années 1050.

## Généalogie
```
Richard I
er
 († 996), 
duc de Normandie

 x Emma, fille de 
Hugues le Grand
. Sans postérité.
 x 
Gunnor
 (union 
more danico
). 
  │
  ├─>
Richard II
 († 1026), duc de Normandie
  │    │
  │    └─>
Mauger
 († av. 1060), 
archevêque de Rouen

  │    ├─>
Guillaume
 († apr. 1054), comte de 
Talou
 et d'Arques
  │     
  ├─>
Robert
, 
comte d'Évreux
, archevêque de Rouen
  │  │
  │  ├─>
Richard
, comte d'Évreux
  │  ├─>
Raoul

  │  └─>Guillaume
  │
  ├─>
Mauger
, 
comte de Corbeil

  │  │
  │  └─>
Guillaume Guerlenc
, 
comte de Mortain
, exilé ap. 1055
  │
  ├─>
Emma de Normandie
 († 1052), reine d'Angleterre
  │  x1 
Æthelred II d'Angleterre
, 
roi des Anglo-Saxons

  │  x2 
Knut II de Danemark
, 
roi de Danemark
 et d'Angleterre
  │
  ├─>
Havoise de Normandie

  │  x 
Geoffroi I
er
 de Bretagne
 († 1008), 
duc de Bretagne

  │
  ├─>Mathilde de Normandie
  │  x 
Eudes II de Blois
 († 1037) 
comte de Blois

  │

 x concubines
  │
  ├─>
Godefroi
 († 1015), 
comte d'Eu

  │  │
  │  └─>
Gilbert
 († 1040), comte d'Eu
  │     ├─>
Baudouin
 († 1090), seigneur anglo-normand
  │     └─>
Famille de Clare

  │
  ├─>
Guillaume
, 
comte d'Eu

  │   x Lesceline
  │   │ 
  │   ├─>
Robert

  │   ├─>
Guillaume Busac
 († v. 1076)
  │   └─>
Hugues
, 
évêque de Lisieux

  │
  └─>Robert, 
comte de l'Avranchin

     └─>Richard, 
comte de Mortain
, exilé en 1026.
```